# Saubrigues
 Saubrigues  (en occitano Saubrigas) es una población y comuna francesa, situada en la región de Aquitania, departamento de Landas, en el distrito de Dax y cantón de Saint-Vincent-de-Tyrosse.

## Demografía
| 798 | 757 | 687 | 764 | 887 | 1076 |
| Para los censos de 1962 a 1999 la población legal corresponde a la población sin duplicidades (Fuente: INSEE [Consultar]) |     |     |     |     |      |